# Doomentia Records
Doomentia Records ist ein 2007 gegründetes tschechisches Musiklabel aus Vodňany. Gründer Lukáš Páral betreibt das Label, das im europäischen Ausland bekannter ist als in der böhmischen Heimat, als Einmannunternehmen.
Das Label ist insbesondere auf Doom Metal und verschiedene Spielarten davon spezialisiert; aber auch andere extreme Varianten wie Black, Death und Thrash Metal werden veröffentlicht. Geographisch erfolgt hingegen keine Schwerpunktsetzung – die europäischen Bands stammen u. a. aus Deutschland, Finnland, Italien, Niederlande, Schweden und Spanien sowie aus Nord- und Südamerika. Ein Teil der Veröffentlichungen erfolgte unter Lizenzierung von Southern Lord.

## Diskografie (Auswahl)
- 2008: Hooded Menace – The Eyeless Horde (EP, Wiederveröffentlichung)
- 2009: Claws: Absorbed in the Nethervoid (LP)
- 2010: Orthodox – Matse Avatar (EP)
- 2010: Procession – Destroyers of the Faith
- 2011: Kryptor – Neřest A Ctnost (Kompilation)
- 2011: Graveyard – The Altar of Sculpted Skulls (EP)
- 2012: Barbarian/Bunker 66: Barbarian / Bunker 66 (Split)
- 2012: Crucified Mortals / mit  – Crucified Mortals / Radiolokátor (Split)
- 2012: NunSlaughter/Unburied: Nunslaughter / Unburied (Split)
- 2013: Acrostichon – Engraved in Black (Wiederveröffentlichung)
- 2013: Bombs of Hades/Suffer the Pain – Black Goat Chant / Nuclear End (Split)
- 2014: Invocator – Alterations from the Past (Doppel-LP-Kompilation)
- 2014: Loss/Hooded Menace – A View from the Rope (Split)
- 2014: Revel in Flesh/Grave Wax – Corpus Obscuria (Split)
- 2014: Aphonic Threnody: When Death Comes (Album)